# 세종특별자치시의 유형문화재
세종특별자치시의 유형문화재는 세종특별자치시에서 지정한 지방유형문화재이다.

## 지정목록
| 번호 | 사진 | 명칭                                                                                    | 소재지                                   | 관리자 (단체)            | 지정일                                                                              | 참조 |
| 1호  |      | 전의 비암사 극락보전 (全義 碑岩寺 極樂寶殿)                                             | 세종 전의면 비암사길 137 (다방리 4)      | 비암사                   | 2012년 12월 31일 지정                                                               |      |
| 2호  |      | 연서 효교비 (燕西 孝橋碑)                                                               | 세종 연서면 기룡리 713-55                | 세종특별자치시           | 2012년 12월 31일 지정                                                               |      |
| 3호  |      | 전의 비암사 삼층석탑 (全義 碑岩寺 三層石塔)                                             | 세종 전의면 다방리 4번지                 | 비암사                   | 2012년 12월 31일 지정                                                               |      |
| 4호  |      | 남평조씨 병자일기 (南平曺氏 丙子日記)                                                   | 세종 금남면 남산길 51-2                  | 남대현                   | 2012년 12월 31일 지정                                                               |      |
| 5호  |      | 부강초등학교 강당 (芙江初等學校 講堂)                                                   | 세종 부강면 부강로 15 (부강리 488-15 외) | 세종특별자치시교육감     | 2012년 12월 31일 지정                                                               |      |
| 6호  |      | 대방광불화엄경 권3 (大方廣佛華嚴經 卷三)                                                | 세종 부강면 시목부강로 685-22            | 박재용                   | 2012년 12월 31일 지정, 2015년 6월 10일 해제, 충청남도 공주시로 소재지 변경          |      |
| 7호  |      | 대방광불화엄경 권32 (大方廣佛華嚴經 卷三十二)                                           | 세종 부강면 시목부강로 685-22            | 박재용                   | 2012년 12월 31일 지정, 2015년 6월 10일 해제, 충청남도 공주시로 소재지 변경          |      |
| 8호  |      | 대방광불화엄경소 권3〜4 (大方廣佛華嚴經疏 卷三〜四)                                     | 세종 부강면 시목부강로 685-22            | 박재용                   | 2012년 12월 31일 지정, 2015년 6월 10일 해제, 충청남도 공주시로 소재지 변경          |      |
| 9호  |      | 선문염송집 권4〜6 (禪門拈頌集 卷四〜六)                                                 | 세종 부강면 시목부강로 685-22            | 박재용                   | 2012년 12월 31일 지정, 2015년 6월 10일 해제, 충청남도 공주시로 소재지 변경          |      |
| 10호 |      | 불설법화삼매경 (佛說法華三昧經)                                                         | 세종 부강면 시목부강로 685-22            | 박재용                   | 2012년 12월 31일 지정, 2015년 6월 10일 해제, 충청남도 공주시로 소재지 변경          |      |
| 11호 |      | 불설대승조상공덕경 권하 (佛說大乘造像功德經 卷下)                                       | 세종 부강면 시목부강로 685-22            | 박재용                   | 2012년 12월 31일 지정, 2015년 6월 10일 해제, 충청남도 공주시로 소재지 변경          |      |
| 12호 |      | 전의 비암사 영산회 괘불탱화 (全義 碑岩寺 靈山會 掛佛幀畫)                               | 세종 전의면 비암사길 137                 | 비암사 주지              | 2012년 12월 31일 지정                                                               |      |
| 13호 |      | 전의 비암사 소조아미타여래좌상 (全義 碑岩寺 塑造阿彌陀如來坐像)                         | 세종 전의면 비암사길 137                 | 비암사 주지              | 2012년 12월 31일 지정                                                               |      |
| 14호 |      | 류형장군 호패 및 교지 (柳珩將軍 戶牌 및 敎旨)                                           | 세종 하봉길 120 (장군면)                 | 충렬사운영위원회         | 2014년 6월 30일 지정, 세종특별자치시로 소재지 변경                                  |      |
| 15호 |      | 육조대사법보단경 (六祖大師法寶壇經)                                                     | 세종 부강면 시목부강로 685-2             | 박재용                   | 2014년 6월 30일 지정, 2015년 6월 10일 해제, 충청남도 공주시로 소유자 및 소재지 변경 |      |
| 16호 |      | 불설대보부모은중경 (佛說大報父母恩重經)                                                 | 세종 부강면 시목부강로 685-2             | 박재용                   | 2014년 6월 30일 지정, 2015년 6월 10일 해제, 충청남도 공주시로 소유자 및 소재지 변경 |      |
| 17호 |      | 고봉화상선요 (高峰和尙禪要)                                                             | 세종 장군면 영평사길 124                 | 영평사주지               | 2014년 6월 30일 지정                                                                |      |
| 18호 |      | 장군 영평사 목조나한상 및 복장유물 일괄 (將軍 永平寺 木造羅漢像 및 腹藏遺物 一括)       | 세종 장군면 영평사길 124                 | 영평사주지               | 2014년 8월 20일 지정                                                                |      |
| 19호 |      | 연동 황룡사 목조아미타여래좌상 및 복장유물 (燕東 黃龍寺 木造阿彌陀如來坐像 및 腹藏遺物) | 세종 연동면 황우재길 22-17               | 황룡사 주지              | 2014년 12월 22일 지정                                                               |      |
| 20호 |      | 세종 송림사 팔상도 초본 (錦南 松林寺 八相圖 草本)                                       | 세종 금남면 축산길 38-53                 | 송림사 주지              | 2015년 6월 10일 지정                                                                |      |
| 21호 |      | 남양홍씨 연기파 종중문서 일괄 (南陽洪氏 燕岐派 宗中文書 一括)                           | 세종 연서면 의넘어길 95-27               | 남양홍씨 연기파 대종중회 | 2015년 6월 10일 지정                                                                |      |
| 22호 |      | 전의 청안사 지장시왕도 (全義 淸眼寺 地藏十王圖)                                         | 세종 전의면 가느실길 128-23              | 청안사                   | 2019년 10월 21일 지정                                                               |      |
| 23호 |      | 연서 학림사 신중도 (燕西 鶴林寺 神衆圖)                                                 | 세종 연서면 와룡로 353                   | 학림사                   | 2019년 10월 21일 지정                                                               |      |

## 참고 자료
- 세종특별자치시 공고/고시